# ǂ크ʼ아오ǁʼ아이어
ǂ크ʼ아오ǁʼ아이어(영어: ǂKxʼaoǁʼae)는 나미비아와 보츠와나에서 사용되는 ǃ쿵어의 방언 중 하나이다. ǃ쿵어와 같이 어휘에 흡착음과 성조가 다수 존재한다.
보츠와나와 나미비아의 ǂ크ʼ아오ǁʼ아이어 화자와 또 다른 ǃ쿵어 방언 중 하나인 주ǀʼ호안어 화자는 모두 자신들이 하나의 동일한 민족이며, 방언연속성을 가진 하나의 언어를 사용한다고 주장한다.